# Jean-François Rodriguez
Pour les articles homonymes, voir Rodriguez.
Jean-François Rodriguez est un ancien coureur cycliste français, né le 19 décembre 1957 à Tarascon. Il est actuellement directeur sportif de l'équipe AVC Aix-en-Provence.

## Biographie
Jean-François Rodriguez devient professionnel en 1980 et le reste jusqu'en 1985. Il remporte quatre victoires, parmi lesquelles une étape du Grand Prix du Midi Libre. Il a été l'un des coéquipiers de Bernard Hinault.
Sur le Tour de France 1983, il subit un contrôle antidopage positif à une substance interdite lors de la troisième étape. En conséquence, il écope d'une pénalité de dix minutes,.
En 2010, il est directeur sportif chez BBox Bouygues Telecom.

## Palmarès

### Palmarès amateur
- Amateur
  - 1972-1979 : 55 victoires
- 1978
  - Championnat du Languedoc-Roussillon
  - 3e du Grand Prix de l'Équipe et du CV 19e
- 1979
  - 1re étape du Tour de l'Avenir
  - 3e du championnat de France sur route amateurs

### Palmarès professionnel
- 1980
  - 2e étape du Tour du Vaucluse
  - 1re étape du Circuit de la Sarthe
  - 3e du Tour du Vaucluse
- 1981
  - 1re étape du Grand Prix du Midi libre
  - 7e du Grand Prix du Midi libre
- 1982
  - 1re étape du Tour d'Italie (contre-la-montre par équipes)
- 1984
  - 3e étape B du Tour d'Armor

## Résultats dans les grands tours

### Tour de France
4 participations
- 1981 : 19e
- 1982 : 26e
- 1983 : 66e
- 1984 : abandon (11e étape)

### Tour d'Italie
2 participations
- 1982 : 26e, vainqueur de la 1re étape (contre-la-montre par équipes)
- 1983 : 39e